# La Alameda de Gardón
La Alameda de Gardón is een gemeente in de Spaanse provincie Salamanca in de regio Castilië en León met een oppervlakte van 32,27 km². La Alameda de Gardón telt 83 inwoners (1 januari 2016).

## Demografische ontwikkeling
Bron: INE, 1857-2011: volkstellingen